# 앙드레 에르퀼 드 플뢰리

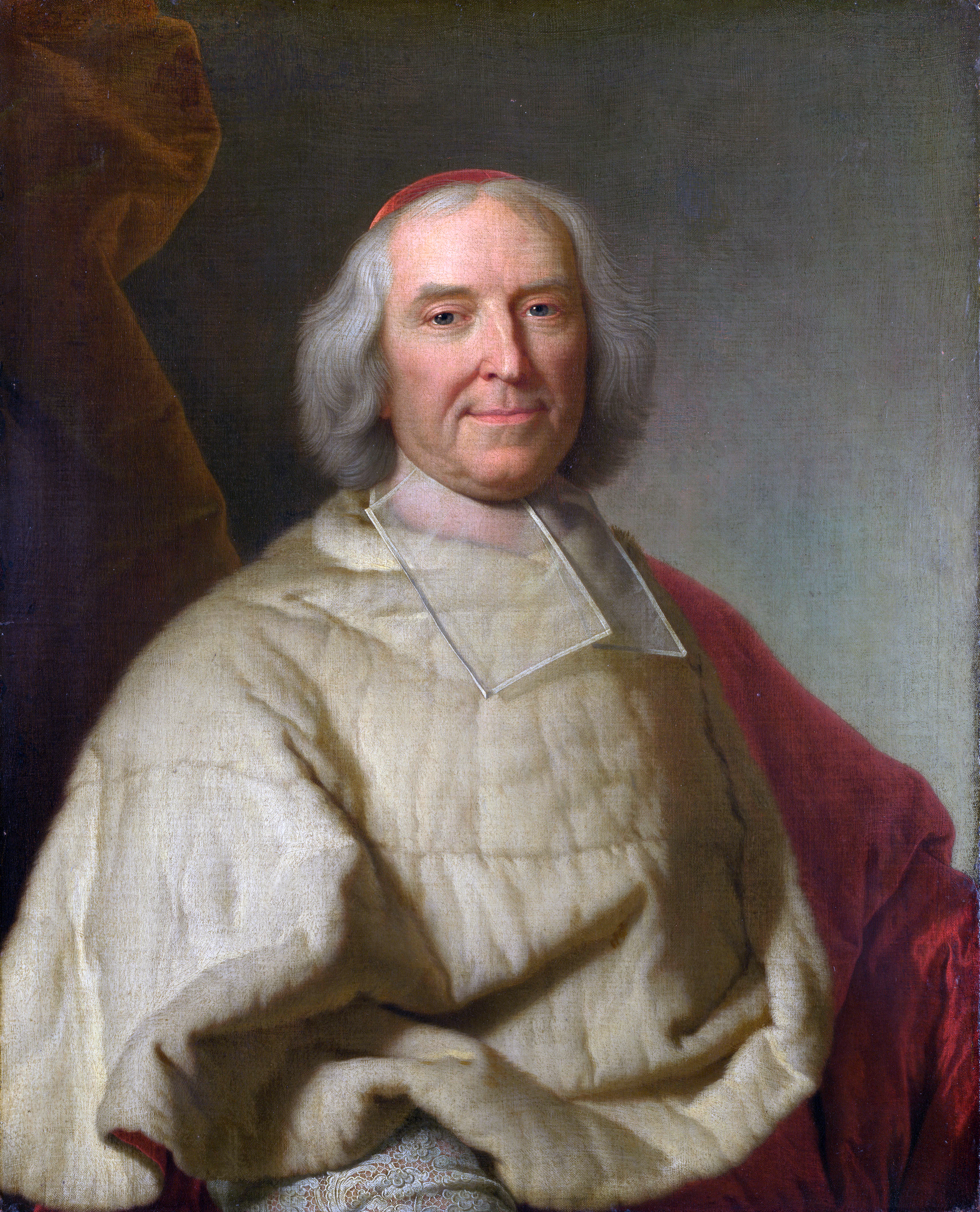
플뢰리 추기경

앙드레 에르퀼 드 플뢰리(프랑스어: André Hercule de Fleury)는 프랑스 왕국의 성직자, 정치인이다. 프랑스왕 루이 15세가 젊을 시절에 수석국무장관(재상)을 지냈으며 학술단체 아카데미 프랑세즈의 일원이었다.